# Specnaz

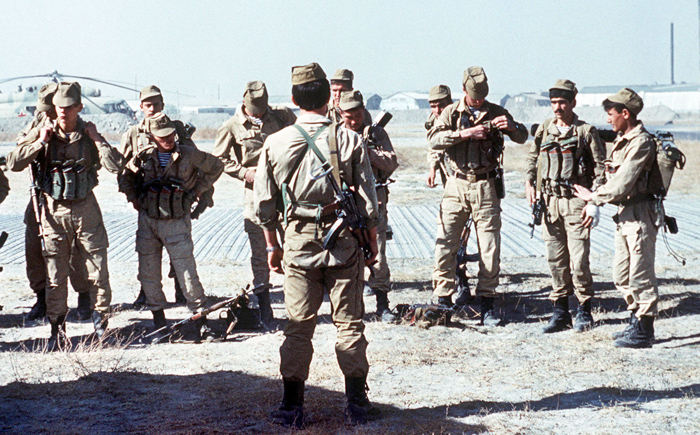
1988: un gruppo di specnaz del GRU si prepara a una missione in Afghanistan

Specnaz (traslitterazione scientifica dal cirillico спецназ, pronuncia russa [spʲɪʦˈnas], traslitterazione anglosassone: spetsnaz) è un termine usato per indicare genericamente i corpi speciali sovietici, russi, e di altri paesi dell'ex Unione Sovietica. In russo si usa anche per indicare reparti speciali di qualsiasi nazionalità, non solo quelli nazionali. È la contrazione di due parole in russo Bойска специального назначения? - Vojska spezial'nogo naznačenija, ovvero, tradotto, "forze per incarichi speciali", la loro corretta denominazione. Originariamente il termine specnaz designava le unità di forze speciali dell'esercito o della marina militare, assoggettate al controllo diretto del servizio segreto militare (GRU), ma in seguito fu utilizzato anche per indicare le unità analoghe dirette dai servizi segreti civili (prima KGB, poi FSB) o alle dipendenze del Ministero degli interni (MVD).
Utilizzati ampiamente in Afghanistan durante l'occupazione sovietica e per proteggere le navi in acque minacciate dalla pirateria, successivamente sono stati dispiegati anche in azioni di liberazione di ostaggi, di antiterrorismo, nella repressione delle rivolte nelle carceri, in gravi disordini di piazza e nel combattere la criminalità organizzata e i movimenti indipendentisti. Sono dotati di armi ed equipaggiamento sofisticati, con operatori altamente addestrati; come tutte le unità di élite delle forze armate russe, anche gli specnaz indossano la tel'njaška, a righe rosse per i reparti assegnati all'MVD e blu fiordaliso per quelli del GRU.

## Storia

### Le prime unità sovietiche

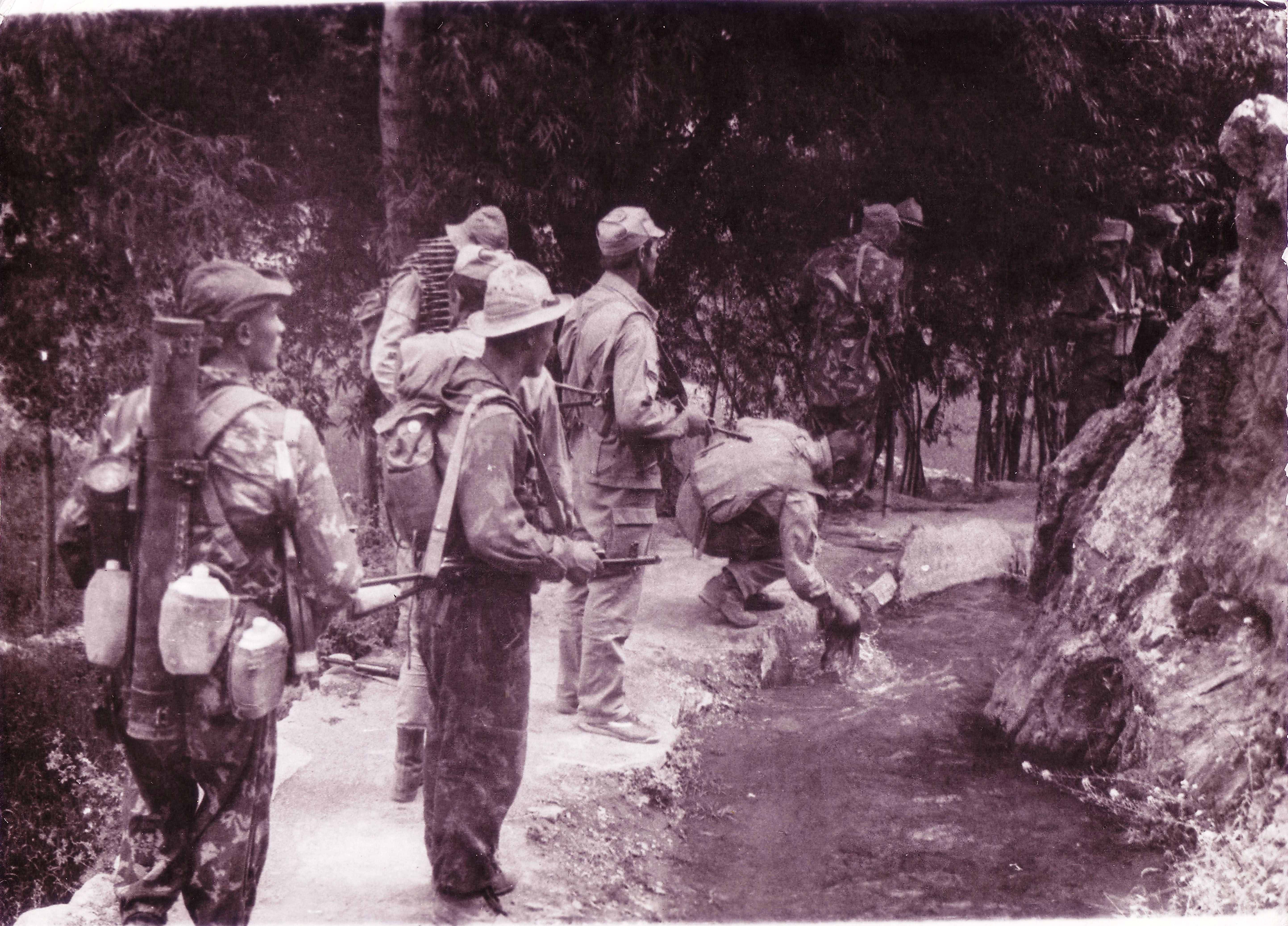
Una pattuglia di specnaz sovietici in Afghanistan nel 1986

Le prime teorie militari sovietiche in materia di guerra non convenzionale e impiego di reparti di forze speciali furono elaborate dal teorico Michail Svečnikov nel corso degli anni 1930, sebbene già durante la guerra civile russa si fossero visti i primi esempi di unità addestrate a condurre operazioni di sabotaggio e per sostenere le attività sovversive dei gruppi comunisti all'estero; dopo la morte di Svečnikov nel corso delle grandi purghe staliniane del 1938, il suo lavoro fu portato avanti dal colonnello Il'ja Grigor'evič Starinov, considerato come il "padre degli specnaz russi". Lo sviluppo delle prime unità di forze speciali sovietiche seguì quello contemporaneo dei primi reparti di paracadutisti militari del paese (Vozdušno-desantnye vojska): il 2 agosto 1930, nel corso di manovre militari condotte nella regione di Voronež, un piccolo distaccamento di truppe scelte fu paracadutato dietro le linee "nemiche" per condurre azioni di sabotaggio, mentre nel 1933 una brigata osnaz (contrazione delle parole osobogo naznačenija, "per impieghi speciali") fu formata presso il distretto militare di Leningrado assemblando un battaglione di paracadutisti con uno di truppe meccanizzate, uno di artiglieria e tre squadroni di aerei da trasporto; vi sono frammentarie informazioni circa la costituzione, nel medesimo periodo, di unità di "paracadutisti ricognitori" assegnati formalmente alle brigate aviotrasportate, ma in realtà alle dipendenze del servizio segreto militare (Glavnoe razvedyvatel'noe upravlenie, GRU) o della polizia segreta (Narodnyj komissariat vnutrennich del, NKVD).

### Dalla seconda guerra mondiale alla guerra fredda

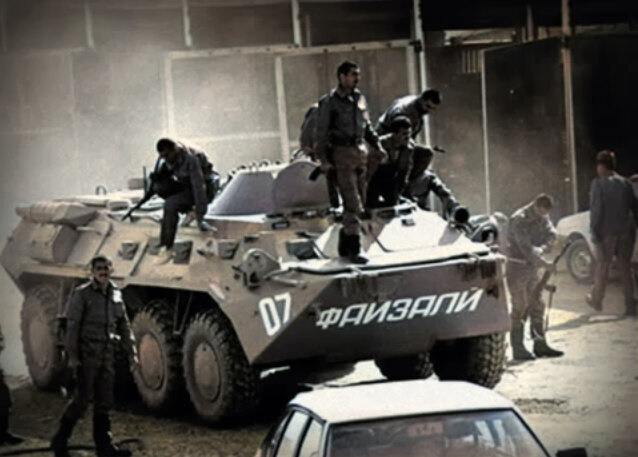
Un reparto di specnaz del GRU in Tagikistan nel 1992, durante la guerra civile

Nel corso della seconda guerra mondiale furono formati svariati distaccamenti di razvedčiki ("esploratori"), assegnati di solito uno per ognuno dei fronti operativi ma dipendenti direttamente dallo stato maggiore sovietico: infiltrate via terra o tramite paracadute dietro le linee nemiche, queste piccole unità di truppe scelte erano incaricate di condurre missioni di ricognizione a lungo raggio o di sabotaggio, agendo spesso in collaborazione con la Resistenza sovietica. Nell'immediato dopoguerra questo tipo di unità venne sciolto, ma grazie all'opera del generale Viktor Сharčenko, un ferreo sostenitore delle operazioni speciali, ne venne avviata la ricostruzione sul finire degli anni quaranta: interessato alle teorie di Сharčenko circa la possibilità di distruggere gli arsenali di armi nucleari nemici tramite l'impiego di sabotatori lanciati dietro la linea del fronte, nel 1950 il comandante delle forze sovietiche maresciallo Georgij Konstantinovič Žukov ordinò la formazione di 46 compagnie di forze speciali, utilizzando per la prima volta il termine specnaz per designarle; in seguito queste compagnie furono accorpate ed espanse fino al livello di battaglione (dal 1957) e poi di brigata (dal 1962).
Si conoscono pochissimi dettagli sulle unità specnaz sovietiche del periodo della guerra fredda. Vi erano probabilmente sedici "brigate per operazioni speciali" (Brigada osobogo naznačenija) dell'esercito, assegnate in caso di guerra alle dipendenze di un'armata o di un fronte ma controllate direttamente dal GRU: i membri di queste unità erano addestrati per un'ampia gamma di operazioni dietro le linee nemiche, dalla ricognizione all'attacco di centri di comando, aeroporti e depositi; unità scelte erano addestrate per compiti più impegnativi, come l'assassinio di personalità di alto valore, la conduzione di gruppi insurrezionali di comunisti locali o operazioni in incognito in abiti civili o con uniformi di eserciti stranieri. La marina sovietica (Voenno-morskoj flot SSSR) creò quattro brigate navali per operazioni speciali, assegnate ciascuna ad una delle quattro flotte principali sovietiche, organizzate in tre battaglioni di sabotatori subacquei, un battaglione aviotrasportato, un'unità dotata di sommergibili tascabili e altre unità di supporto, aventi lo scopo di condurre missioni di ricognizione e appoggio alle operazioni anfibie o per condurre incursioni nei porti nemici; il servizio segreto sovietico (Komitet gosudarstvennoj bezopasnosti, KGB) e il ministero degli affari interni (Ministerstvo vnutrennich del, MVD) crearono proprie unità specnaz nel corso degli anni settanta.
Unità specnaz furono impiegate durante la repressione della primavera di Praga nel 1968: una squadra di truppe speciali in abiti civili si impossessò delle strutture chiave dell'aeroporto di Praga, guidando poi lo sbarco di un contingente di paracadutisti inviato in rinforzo. Intenso fu poi l'impiego dei reparti specnaz nel corso della guerra in Afghanistan, già a partire dalla fase di invasione del dicembre 1979 (operazione Štorm 333): mentre reparti di specnaz del GRU, spesso vestiti in uniformi afghane, prendevano possesso delle strutture chiave della capitale Kabul, un distaccamento di forze speciali del KGB (detto Al'fa o Gruppo Alpha) attaccò il palazzo presidenziale e giustiziò il presidente Hafizullah Amin e i suoi più stretti collaboratori; due intere brigate specnaz furono poi impiegate nella lotta contro i guerriglieri islamici mujaheddin, spesso inviate in raid elitrasportati contro le basi ribelli poste lungo il confine montuoso con il Pakistan.

### Nella Federazione Russa
La neonata Federazione russa impiegò largamente reparti di specnaz durante i molti conflitti che fecero seguito alla dissoluzione dell'Unione Sovietica nei primi anni 1990: unità specnaz videro l'azione durante la prima guerra cecena, la guerra civile tagica e nella guerra georgiano-abcasa, sia nel loro proprio ruolo di truppe speciali che in quello di "fanteria d'assalto" e truppe d'élite; più avanti nel corso degli anni duemila, ai compiti degli specnaz si aggiunse l'antiterrorismo nei confronti dell'insorgenza islamica del Caucaso, pur venendo ancora impiegati in conflitti più "convenzionali" come la seconda guerra cecena e la seconda guerra in Ossezia del Sud.

#### Crisi degli ostaggi dell'ospedale di Budënnovsk
La crisi ha avuto luogo dal 14 giugno al 19 giugno 1995, quando un gruppo di 80-200 terroristi ceceni guidati da Šamil' Basaev ha attaccato la città di Budënnovsk, nella Russia meridionale, dove hanno preso d'assalto la principale stazione di polizia e il municipio. Dopo diverse ore di combattimenti e imminenti rinforzi russi, i ceceni si ritirarono nel quartiere residenziale e si raggrupparono nell'ospedale cittadino, dove presero tra i 1.500 e i 1.800 ostaggi, la maggior parte dei quali civili.
Dopo tre giorni di assedio, le autorità russe hanno ordinato alle forze di sicurezza di riprendere il complesso ospedaliero. Le forze schierate erano personale d'élite del Gruppo Alpha del Servizio di sicurezza federale, insieme alla milizia MVD e alle truppe interne. La forza d'attacco ha attaccato il complesso ospedaliero all'alba del quarto giorno, incontrando una feroce resistenza. Dopo diverse ore di combattimenti in cui molti ostaggi furono uccisi dal fuoco incrociato, fu concordato un cessate il fuoco locale e 227 ostaggi furono rilasciati; Altri 61 furono liberati dalle forze russe.
Anche un secondo attacco russo all'ospedale poche ore dopo è fallito, così come un terzo, provocando ancora più vittime. Le autorità russe hanno accusato i ceceni di usare gli ostaggi come scudi umani.
Secondo i dati ufficiali, 129 civili furono uccisi e 415 feriti nell'intero evento. Tuttavia, secondo una stima indipendente, 166 ostaggi sono stati uccisi e 541 feriti nell'attacco delle forze speciali all'ospedale. Almeno 11 agenti di polizia russi e 14 soldati sono stati uccisi. La forza di Basaev ha subito 11 uomini uccisi e un disperso; la maggior parte dei loro corpi sono stati riportati in Cecenia in uno speciale camion congelatore. Negli anni successivi alla presa di ostaggi, più di 40 degli aggressori sopravvissuti sono stati rintracciati e assassinati, tra cui Aslambek Abdulchadžiev nel 2002 e Šamil' Basaev nel 2006, e più di 20 sono stati condannati, dal tribunale territoriale di Stavropol', a vari termini di reclusione.

#### Crisi degli ostaggi di Kizljar-Pervomajskoe
Gli assedi di massa che hanno visto migliaia di persone hanno coinvolto anche il Gruppo Alpha dell'FSB e lo Specnaz GRU nel tentativo di salvataggio degli ostaggi.

#### Seconda guerra cecena
Le forze speciali russe sono state determinanti per la Russia per la vittoria nella seconda guerra cecena dopo aver appreso le lezioni dalla cattiva gestione della prima guerra. Sotto il comando congiunto del Gruppo Unificato di Truppe (OGV) formato il 23 settembre 1999. Gli operatori di GRU, FSB e MVD specnaz hanno condotto una miriade di operazioni di contro-insurrezione e antiterrorismo, comprese uccisioni mirate di dirigenti separatisti, provocando nel frattempo pesanti perdite tra i separatisti islamici. Alcune di queste missioni di successo furono dirette contro leader separatisti come Aslan Maschadov, Abdul Halim Sadulaev, Dokka Umarov, i fratelli Achmadov, Turpal-Ali Atgeriev, Achmed Avtorchanov, Ibn al-Khattab, Abu al-Walid, Abu Hafs al-Urduni, Supjan Abdullaev, Šamil' Basaev, Ruslan Gelaev, Salman Raduev, Sulim Jamadaev, Rappani Chalilov, Yassir al-Sudani. Durante queste missioni, molti operatori hanno ricevuto riconoscimenti per il loro coraggio e abilità in combattimento, anche con il titolo di Eroe della Federazione Russa. Almeno 106 operatori dell'FSB e del GRU sono morti durante il conflitto.

#### Crisi degli ostaggi del teatro di Mosca
La crisi è stata il sequestro dell'affollato teatro Dubrovka il 23 ottobre 2002 da 40 a 50 ceceni armati che hanno affermato di essere fedeli al movimento separatista militante islamista in Cecenia. Presero 850 ostaggi e chiesero il ritiro delle forze russe dalla Cecenia e la fine della seconda guerra cecena. L'assedio fu ufficialmente guidato da Movsar Barayev.
A causa della disposizione del teatro, le forze speciali avrebbero dovuto combattere attraverso 30 m di corridoio e attaccare su una scala ben difesa, prima di poter raggiungere la sala in cui erano tenuti gli ostaggi. I terroristi avevano anche ordigni esplosivi. Il più potente di questi era al centro dell'auditorium; se fatto esplodere, avrebbe potuto abbattere il soffitto e causare vittime in più dell'80% degli occupanti dell'auditorium. Dopo un assedio di due giorni e mezzo e l'esecuzione di due ostaggi, gli operatori specnaz del Servizio di sicurezza federale (FSB) Alpha e Vympel, supportati dall'unità SOBR del Ministero degli affari interni russo (MVD), ha pompato un agente chimico sconosciuto nel sistema di ventilazione dell'edificio e l'ha fatto irruzione.
Durante il raid, tutti gli aggressori sono stati uccisi, senza vittime tra gli specnaz, ma circa 130 ostaggi, inclusi nove stranieri, sono morti a causa dello scarso pronto soccorso dopo essere caduti privi di sensi a causa del gas. La maggior parte è morta dopo essere stata evacuata dal teatro e sdraiata all'aperto sulla schiena invece che nella posizione di recupero approvata e poi soffocata a morte. Le agenzie di sicurezza russe si sono rifiutate di rivelare il gas utilizzato nell'attacco, impedendo ai medici degli ospedali locali di rispondere adeguatamente all'afflusso di vittime. Tutti gli ostaggi morti durante l'assedio, tranne due, sono stati uccisi dalla sostanza tossica pompata nel teatro per sottomettere i militanti.
I medici di Mosca hanno condannato il rifiuto di rivelare l'identità del gas che ha impedito loro di salvare altre vite. Alcuni rapporti affermano che il farmaco naloxone è stato utilizzato per salvare alcuni ostaggi.

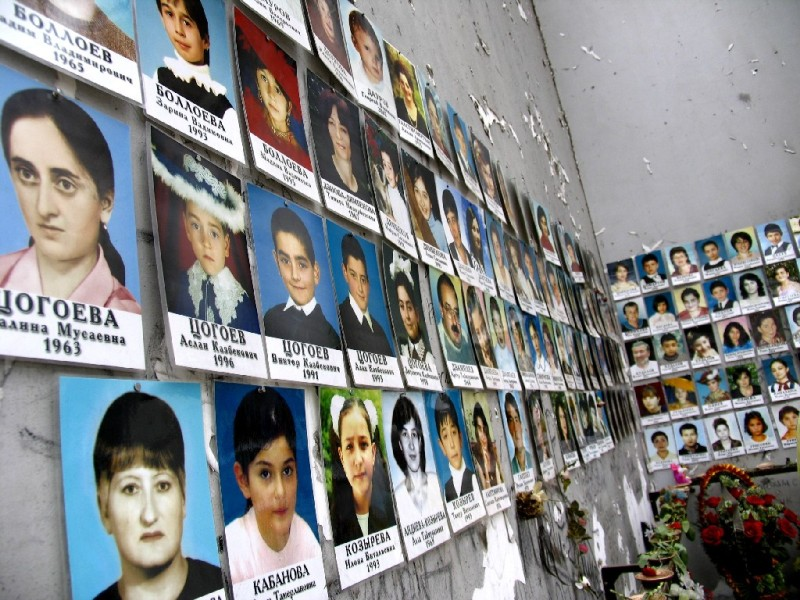
Foto delle vittime della scuola di Beslan.

#### Assedio della scuola di Beslan
L'assedio noto anche come massacro di Beslan è iniziato il 1º settembre 2004, è durato tre giorni e ha comportato la cattura di oltre 1.100 persone come ostaggi e si è concluso con la morte di 334 persone.
L'evento ha avuto ripercussioni sulla sicurezza e sulla politica in Russia; all'indomani della crisi, c'è stato un aumento dell'ostilità etnica inguscio-osseta, contribuendo nel contempo a una serie di riforme del governo federale che consolidano il potere al Cremlino e rafforzano i poteri del presidente della Russia.
La crisi è iniziata quando un gruppo di combattenti islamici radicali armati, per lo più ingusci e ceceni, ha occupato la scuola numero uno nella città di Beslan, nell'Ossezia settentrionale il 1º settembre 2004. I sequestratori erano il battaglione Riyadus-Salikhin, inviato dal terrorista ceceno Šamil' Basaev, che chiedeva il riconoscimento dell'indipendenza della Cecenia alle Nazioni Unite e il ritiro delle forze russe dalla Cecenia.
Il terzo giorno della situazione di stallo, le unità antiterrorismo hanno preso d'assalto l'edificio usando armi pesanti dopo che diverse esplosioni hanno scosso l'edificio e i bambini hanno iniziato a fuggire. Fu in questo caos che la maggior parte degli ufficiali furono uccisi, cercando di proteggere i bambini in fuga dagli spari. Almeno 334 ostaggi sono stati uccisi a causa della crisi, inclusi 186 bambini. I rapporti ufficiali su quanti membri delle forze speciali russe sono morti nei combattimenti variavano da 11, 12, 16 a più di 20 uccisi. Ci sono solo 10 nomi sul monumento alle forze speciali di Beslan.  Le vittime includevano tutti e tre i comandanti del gruppo d'assalto: il colonnello Oleg Ilyin, il tenente colonnello Dmitrij Razumovskij e il maggiore Aleksandr Perov.
L'attacco ha anche segnato la fine del terrorismo di massa nel conflitto separatista del Caucaso settentrionale fino al 2010, quando due kamikaze del Daghestan hanno attaccato due stazioni ferroviarie in Russia. Dopo Beslan, c'è stato un periodo di diversi anni senza attacchi suicidi in Cecenia e nei dintorni.

#### Operazioni antiterrorismo prima delle Olimpiadi di Soči 2014
Gli organizzatori olimpici hanno ricevuto diverse minacce prima dei Giochi. In un video rilasciato nel luglio 2013, il comandante islamista ceceno Dokka Umarov ha chiesto attacchi ai Giochi, affermando che i Giochi venivano organizzati "sulle ossa di molti, molti musulmani uccisi ... e sepolti sulle nostre terre che si estendevano fino al Mar Nero". Minacce sono state ricevute dal gruppo Vilayat Daghestan, che aveva rivendicato la responsabilità degli attentati di Volgograd su richiesta di Umarov, e un certo numero di Comitati Olimpici Nazionali aveva ricevuto minacce via e-mail, minacciando che i terroristi avrebbero rapito o " far saltare in aria gli atleti durante i Giochi.
In risposta alle minacce degli insorti, le forze speciali russe hanno represso le presunte organizzazioni terroristiche, effettuando numerosi arresti e sostenendo di aver frenato diversi complotti, e ucciso numerosi leader islamisti tra cui Eldar Magatov, sospettato di attacchi a obiettivi russi e presunto leader di un gruppo di insorti nel distretto di Babajurt in Daghestan. Lo stesso Dokka Umarov è stato avvelenato il 6 agosto 2013 ed è morto il 7 settembre 2013.

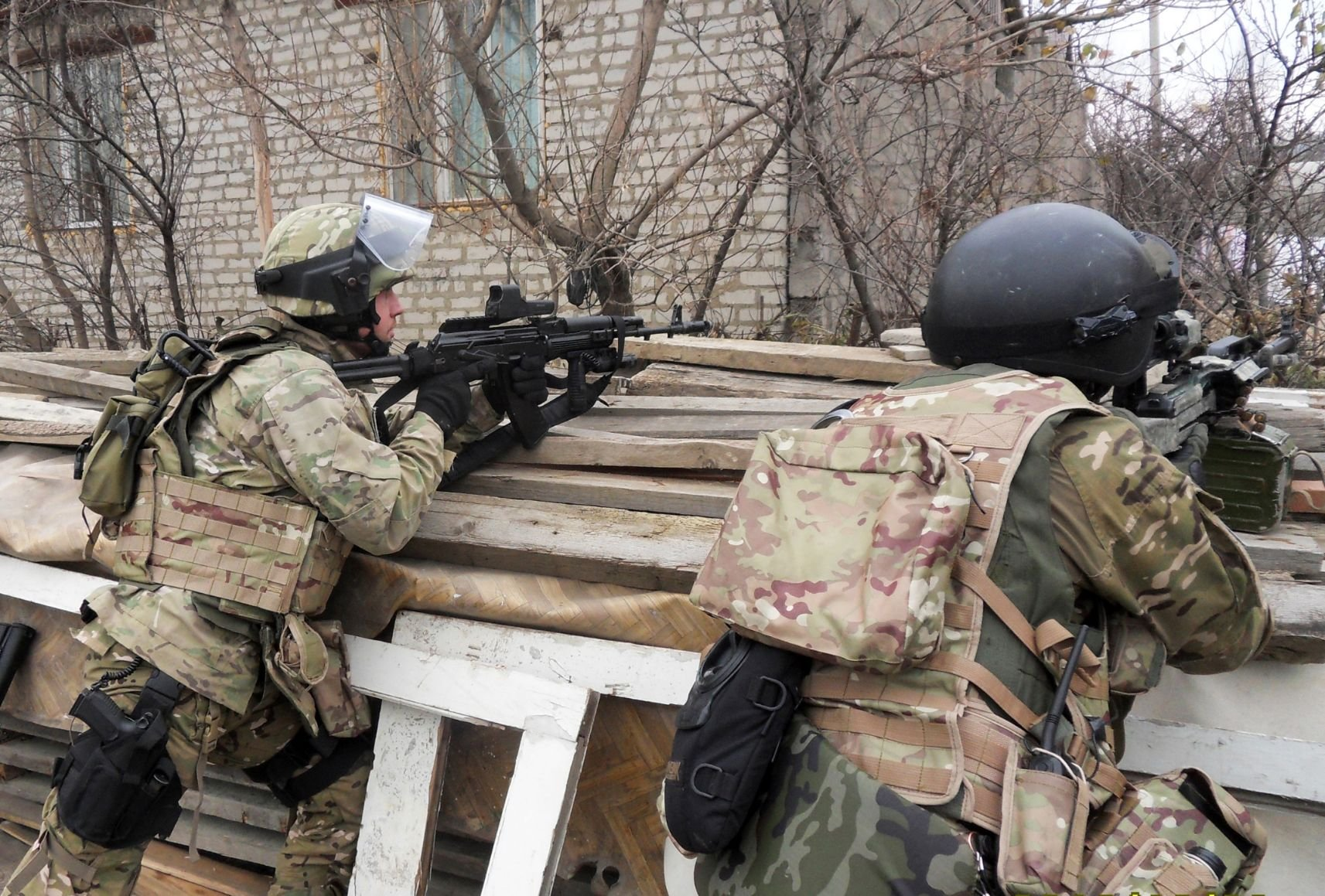
Gli specnaz russi dell'FSB sono particolarmente attivi. Conducendo 119 operazioni mirate nel Caucaso settentrionale nel solo 2006, durante le quali hanno ucciso più di 100 membri di gruppi terroristici.

#### Insurrezione nel Caucaso
Sebbene la criminalità sia stata notevolmente ridotta e la stabilità aumentata in tutta la Russia rispetto all'anno precedente, circa 350 militanti nel Caucaso settentrionale sono stati uccisi in operazioni antiterrorismo nei primi quattro mesi del 2014, secondo un annuncio del ministro dell'Interno Vladimir Kolokol'cev in la Duma di Stato.
Il 23 settembre 2014, le agenzie di stampa russe hanno celebrato il 15º anniversario della formazione del Gruppo unificato di truppe (OGV, o ОГВ) nel Caucaso settentrionale. L'OGV è il quartier generale interservizi stabilito a Khankala, in Cecenia, per comandare tutte le operazioni russe (MOD, MVD, FSB) dall'inizio della seconda guerra cecena nel 1999. Sin dal suo inizio, le operazioni combinate dell'OGV hanno condotto 40.000 missioni speciali, distrutto 5.000 basi e depositi, confiscato 30.000 armi e disarmato 80.000 ordigni esplosivi e nel processo ha ucciso oltre 10.000 ribelli nell'arco di 15 anni.
Le forze specnaz russe hanno partecipato agli scontri di Grozny del 2014.

#### Guerra civile siriana
Reparti specnaz hanno fatto parte, dal 2015, del contingente russo impegnato nella guerra civile siriana, sia come consiglieri militari per le forze governative che svolgendo missioni di intelligence, localizzazione di bersagli per gli attacchi aerei ed eliminazione di obiettivi di alto valore; Aleksandr Prochorenko, tenente degli specnaz ucciso in azione contro combattenti dello Stato Islamico il 17 marzo 2016 a Palmira, è stato insignito del titolo di Eroe della Federazione Russa, massima onorificenza nazionale.

#### Guerra Russo-Ucraina
L'unità specnaz della VDV RF ha preso parte all'annessione della Crimea alla Federazione Russa. Diverse centinaia di membri del 45º reggimento specnaz delle guardie distaccate e della 22ª brigata specnaz furono inviati, travestiti da civili.

#### Invasione russa dell'Ucraina (2022)
Intorno al 26 febbraio 2022, durante l'invasione russa dell'Ucraina, gli specnaz russi sono entrati a Kiev nel tentativo fallito di dare la caccia ai leader ucraini, incluso il presidente Volodymyr Zelens'kyj. Gli specnaz, compresa l'unità "Zaslon", si sono incorporati nella popolazione ucraina travestita in abiti civili e uniforme militare ucraina con l'intenzione di assassinare, eliminare o arrestare importanti personalità politiche. L'unità Zaslon è il braccio per le missioni segrete del Foreign Intelligence Service (SVR) e del Gruppo Alpha. Si presume che piccole squadre di specnaz siano entrate in Ucraina prima dell'inizio dell'invasione con la missione di ottenere informazioni precise su personale specifico per pianificare operazioni speciali per danneggiare o fermare personale importante.
Intorno al 2 marzo 2022, il gruppo Alpha dell'Ucraina, che è l'ucraino specnaz, un ramo del servizio di sicurezza dell'Ucraina, ha teso un'imboscata e distrutto un convoglio, composto da paramilitari Kadyrovcy sotto la Guardia nazionale russa, nel nord di Kiev intorno a Hostomel', mentre si dirigeva verso la città.

## Le unità

### Repartispecnazdel GRU
- Il servizio segreto militare controlla circa 15 unità specnaz (al 2012) delle dimensioni di un battaglione costituite con personale dell'esercito federale russo (Suchoputnye vojska Rossijskoj Federacii), per un totale di circa 12-15.000 effettivi[32]: queste unità, riunite in brigate, sono assegnate formalmente a uno dei quattro nuovi distretti militari in cui è stato riorganizzato, nel 2010, il territorio della Federazione. I reparti specnaz dell'esercito sono più delle unità di fanteria specializzata sul genere dei ranger statunitensi piuttosto che delle vere e proprie forze speciali: tra i loro compiti vi è la ricognizione a lungo raggio, il sabotaggio, le operazioni controinsurrezionali e di controguerriglia, l'assistenza militare e il supporto specializzato alle unità convenzionali[32].

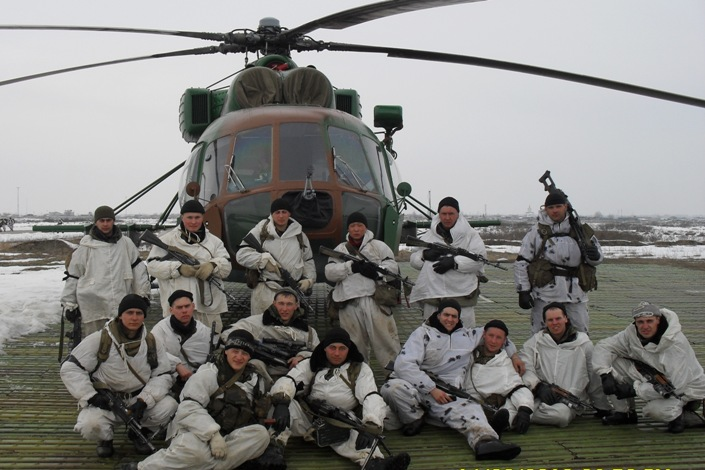
Membri del 27º OSN Kuzbass del VV MVD nel 2010

- Sempre sotto l'egida del GRU, la marina militare russa (Voenno-Morskoj Flot Rossijskoj Federacii) mantiene quattro brigate specnaz di circa 1.000 uomini ciascuna, assegnate alle quattro flotte principali della Russia: analogamente agli specnaz dell'esercito, si tratta principalmente di unità incaricate di fornire supporto specializzato ai reparti convenzionali della fanteria di marina russa[32]. Un carattere di "forza speciale" propriamente detta è invece detenuto dai quattro distaccamenti Del'fin della marina: si tratta di incursori subacquei sul genere dei Navy SEAL statunitensi o dello Special Boat Service britannico, incaricati di condurre operazioni di sabotaggio contro porti o navi nemiche[32].
- Le forze aviotrasportate russe (Vozdušno-desantnye vojska o VDV), che costituiscono una forza armata autonoma e indipendente dalle altre, mantengono una propria unità di specnaz, il "45º Reggimento distaccato da ricognizione della guardia[33] VDV" (45-й полк специального назначения ВДВ), unità addestrata alle operazioni di ricognizione speciale e alle incursioni dietro le linee nemiche[34].

### Repartispecnazdel KGB/SVR/FSB
- Una delle prime unità specnaz poste agli ordini del servizio segreto civile (KGB) fu il cosiddetto "Gruppo Alpha" (Specgruppa "A" o semplicemente "Al'fa"), fondato nel 1974: come le analoghe unità occidentali a cui si ispirava (in particolare il GSG-9 tedesco), la sua costituzione era stata decisa dopo gli eventi del massacro di Monaco del 1972 al fine di avere un'unità specializzata nella lotta al terrorismo interno e alle operazioni di liberazione di ostaggi[6]; gli operativi del gruppo hanno comunque condotto anche azioni più propriamente "militari" in appoggio alle operazioni segrete del KGB, in particolare durante la guerra in Afghanistan. Dopo la dissoluzione dell'URSS il reparto è passato alle dipendenze del servizio di sicurezza federale russo (Federal'naja služba bezopasnosti o FSB), mantenendo inalterato il suo ruolo: operativi Al'fa hanno preso parte a tutte le principali crisi con ostaggi verificatesi in territorio russo, come la crisi dell'ospedale di Budënnovsk (14-19 giugno 1995), la crisi del teatro Dubrovka (23-26 ottobre 2002) e la strage di Beslan (1º-3 settembre 2004), oltre a svolgere compiti controinsurrezionali e di antiterrorismo durante i conflitti in Cecenia[6]. La consistenza numerica del reparto è tenuta segreta, sebbene sia stimata in 250-300 uomini.
- Lo Specgruppa "V", meglio noto come "Vympel" ("vessillo"), venne fondato nel 1981 a partire da alcune unità specializzate del KGB preesistenti, con una connotazione più "militare" ed "estera" rispetto al Gruppo Alpha: l'unità era addestrata a operazioni come sabotaggi e incursioni dietro le linee nemiche, cattura e consegna di personalità in possesso di informazioni di interesse, infiltrazione in strutture di servizi speciali e organizzazioni militari a scopo di spionaggio o eliminazione di persone, nonché la protezione delle ambasciate sovietiche all'estero, ruoli mantenuti anche dopo il passaggio allo FSB[6]. In tempi recenti l'unità ha visto largo impiego in Cecenia e nella regione del Caucaso, partecipando anche ai fatti di Beslan; il suo organico, mantenuto segreto, è stimato attorno a 700 uomini[6].

### Repartispecnazdel MVD/ Rosgvardia
- Analogamente alle altre forze armate propriamente dette, il Vnutrenniye Vojska ("truppe dell'interno" o VV, la forza paramilitare controllata dal Ministero degli affari interni russo e assimilabile, in un certo senso, alle forze di gendarmeria dei paesi occidentali) dispone di diversi distaccamenti di forze speciali denominati OSN (sigla per отряд специального назначения, "Distaccamento per Compiti Speciali"): si tratta di unità scelte addestrate per l'antiterrorismo e la controinsorgenza, il contrasto alle rivolte carcerarie e ad eventuali ammutinamenti di reparti dell'esercito. Reparti selezionati di OSN sono a loro volta riuniti nella ODON (sigla per Отдельная дивизия оперативного назначения, "Divisione Autonoma per Compiti Operativi", anche nota come "Divisione Dzeržinskij"), unità di élite della VV derivata da altre formazioni analoghe risalenti all'epoca sovietica, impegnata come forza di reazione rapida per emergenze in tutto il territorio federale[35]. Reparti OSN e della ODON sono stati più volte impegnati in Cecenia e nel contrasto dell'insorgenza islamica nelle regioni del Caucaso.
- La polizia federale russa (Policija) dispone di due unità speciali: la OMON (sigla per Otrjad MobilniiOsobogo Naznačenija, "Reparto Mobile per Incarichi Speciali") venne formata nel 1979, in previsione dei Giochi della XXII Olimpiade a Mosca, come unità speciale per l'antiterrorismo e la liberazione di ostaggi, annoverando nei suoi ranghi diversi veterani delle forze armate e disponendo di un equipaggiamento analogo agli specnaz dell'esercito[36]; successivamente le unità OMON vennero espanse nell'organico e trasformate in reparti per il mantenimento dell'ordine pubblico, il presidio di infrastrutture ad alta frequentazione come stazioni, aeroporti e metropolitane, l'antisommossa e il controllo delle manifestazioni pubbliche.[6] Le unità OMON ammontano a circa 20.000 effettivi, concentrati prevalentemente nei maggiori centri urbani.[6] Il secondo reparto scelto della polizia è il SOBR (Special'nyj Otrjad Bystrogo Reagirovanija, "Reparto Speciale di Reazione Rapida"): formati nel 1992, si tratta di reparti meglio armati e addestrati dei normali OMON, strutturati sull'esempio delle squadre SWAT statunitensi e specializzati in particolare nella lotta al crimine organizzato e ai criminali più efferati in collaborazione con il Comitato Investigativo della Russia (più o meno l'equivalente russo dell'FBI).[6]
- Formato nel 1992, lo OSN "Saturn" (Otdel Special'nogo Naznačenija "Saturn") è l'unità scelta del Servizio Penitenziario Federale (l'ente federale responsabile delle carceri russe): si tratta principalmente di un reparto incaricato della repressione delle rivolte carcerarie e della cattura dei criminali evasi dalle prigioni nella zona di Mosca, dotato di un addestramento da forze speciali[37]. Anche il Servizio Federale per il Controllo della Droga dispone di una propria unità di forze speciali denominata "Grom".
- Rosgvardija: (in russo:Федеральная служба войск национальной гвардии Российской Федерации), Servizio Federale delle Truppe della Guardia Nazionale della Federazione Russa, abbreviato in FSVNG RF, è una struttura autonoma incaricata "di garantire l'ordine pubblico"; è composta dalla maggior parte dei battaglioni delle Truppe Interne, del SOBR e dell'OMON.

### Altre letture
- Miro Barcellona, Spetsnaz: le unità della morte. Editrice Nuovi Autori, 1987.
- Steve Crawford, Tecniche di combattimento armato. Edizioni Mediterranee, 2005. ISBN 978-88-272-1740-5
- Chris McNab, Tecniche di addestramento militare. Tutti i segreti dei corpi speciali. Edizioni Mediterranee, 2003. ISBN 978-88-272-1484-8
- Giovanni Orfei, Le invasioni dell'Afghanistan: da Alessandro Magno a Bush. Fazi, 2002. ISBN 978-88-8112-328-5